# Le Premier Commandement
Le Premier Commandement est un épisode de la série télévisée Stargate SG-1. C'est le sixième épisode de la saison 1.

## Scénario
Sur une planète, deux soldats de SG-9 tentent d'atteindre la porte des étoiles pour fuir. Mais un des deux a reçu une fléchette tranquillisante, il est rattrapé par les indigènes et tué par le chef de son équipe qui est avec eux.
SG-1 débarque sur la planète à la recherche de SG-9. Dans la forêt autour de la porte, le lieutenant Connor tient Daniel au couteau pensant que c'est un ennemi puis s'effondre de fatigue, plus tard il explique la situation à SG-1 : il raconte que le capitaine Hansen a tué Frakes et qu'il se prend pour un dieu.
Le colonel O'Neill demande à Carter de ramener Connor à la base. Mais cette dernière souhaite rester, en dépit de son ancienne relation avec Hansen qui pourrait l'empêcher d'agir si nécessaire. Connor souhaite également rester pour les guider.
SG-1 installe un campement pour la nuit. Connor explique que Hansen s'est dès le départ fait passer pour un dieu auprès de la population locale et que le reste de l'équipe a suivi pour garantir leur sécurité. Hansen a sauvé un enfant, ce qui a renforcé l'idolâtrie des indigènes, puis il a torturé sous le soleil mortel de la planète les habitants qui ne croyaient pas en lui. Pendant la nuit, Hansen regarde le chantier où travaillent pour lui les habitants de la planète. Pendant ce temps, le campement est attaqué et Connor est enlevé.
Le jour levé, Hansen s'énerve, il trouve que la construction de son temple est beaucoup trop lente et veut faire travailler ses fidèles le jour alors que les rayons UV pourrait les tuer. SG-1 découvre le chantier ainsi que Connor attaché à un poteau au milieu. Carter se fait capturer lorsqu'elle essaie de porter secours à un des habitants. Elle est amenée devant Hansen qui lui explique les raisons de son action : il veut créer "un grand peuple".
Le reste de SG-1 prend contact avec un des habitants. L'homme a peur de Teal'c mais Daniel explique qu'il n'y a pas de danger et que Jonas Hansen n'est pas un dieu. L'homme explique que Jonas va rendre le ciel orange à la fin de la construction du temple.
Carter réussi à tenir en joue Hansen mais n'arrive pas à le tuer.
Teal'c dessine le schéma d'un appareil capable de rendre le soleil orange et de protéger la planète contre les rayons UV mortels. Hansen montre l'appareil Goa'uld en question et souhaite que Carter découvre son fonctionnement.
Le colonel O'Neill se déguise en habitant afin de libérer Connor. Le reste de l'équipe trouve le second appareil nécessaire pour recouvrir la vallée du ciel orange. Le colonel libère Connor mais ils sont repérés et emmenés devant Hansen. Carter fait alors fonctionner l'appareil pour les sauver. Toute la population est réunie de force devant la porte des étoiles, Hansen fait un discours, il veut renvoyer O'Neill et Connor sur Terre sans désactiver l'iris. Daniel et l'habitant qui l'aide arrivent. Hansen joue sa dernière carte et active l'appareil mais il ne fonctionne pas tout seul. Teal'c active le second afin de prouver qu'il n'est pas nécessaire d'être un dieu pour le faire fonctionner. Les habitants se rebellent et jettent Hansen par la porte. SG-1 rentre sur Terre avec Connor.

## Distribution
- Richard Dean Anderson : Jack O'Neill
- Amanda Tapping : Samantha Carter
- Christopher Judge : Teal'c
- Michael Shanks : Daniel Jackson
- Don S. Davis : George Hammond (crédité mais n'apparait pas)
- William Russ : Capitaine Jonas Hansen
- Roger R. Cross : Lieutenant Connor
- Zahf Paroo : Jamala
- Adrian Hughes : Lieutenant Baker
- D. Neil Mark : Frakes
- Darcy Laurie : Habitant